# Акузово
Акузово (эрз. Акузвеле) — эрзянское село в Сергачском районе Нижегородской области. Входит в состав Ачкинского сельсовета.
Село располагается на левом берегу реки Пьяны в 10 км к юго-востоку от станции Сергач.
В селе расположено отделение Почты России (индекс 607529).
| 2002 | 2010 |
| ---- | ---- |
| 498  | ↘391 |